# Хорн (Нижняя Австрия)
Хорн (нем. Horn (Niederösterreich)) — город (нем. Stadt) в Австрии, в федеральной земле Нижняя Австрия. 
Входит в состав округа Хорн.  Население составляет 6382 человека (на 1 января 2006 года). Занимает площадь 39,23 км². Официальный код  —  3 11 09.

## Политическая ситуация
Бургомистр коммуны — Юрген Майер (АНП) по результатам выборов 2010 года.
Совет представителей коммуны (нем. Gemeinderat) состоит из 29 мест.
- АНП занимает 19 мест.
- СДПА занимает 7 мест.
- АПС занимает 2 места.
- Зелёные занимают 1 место.

## Известные уроженцы и жители

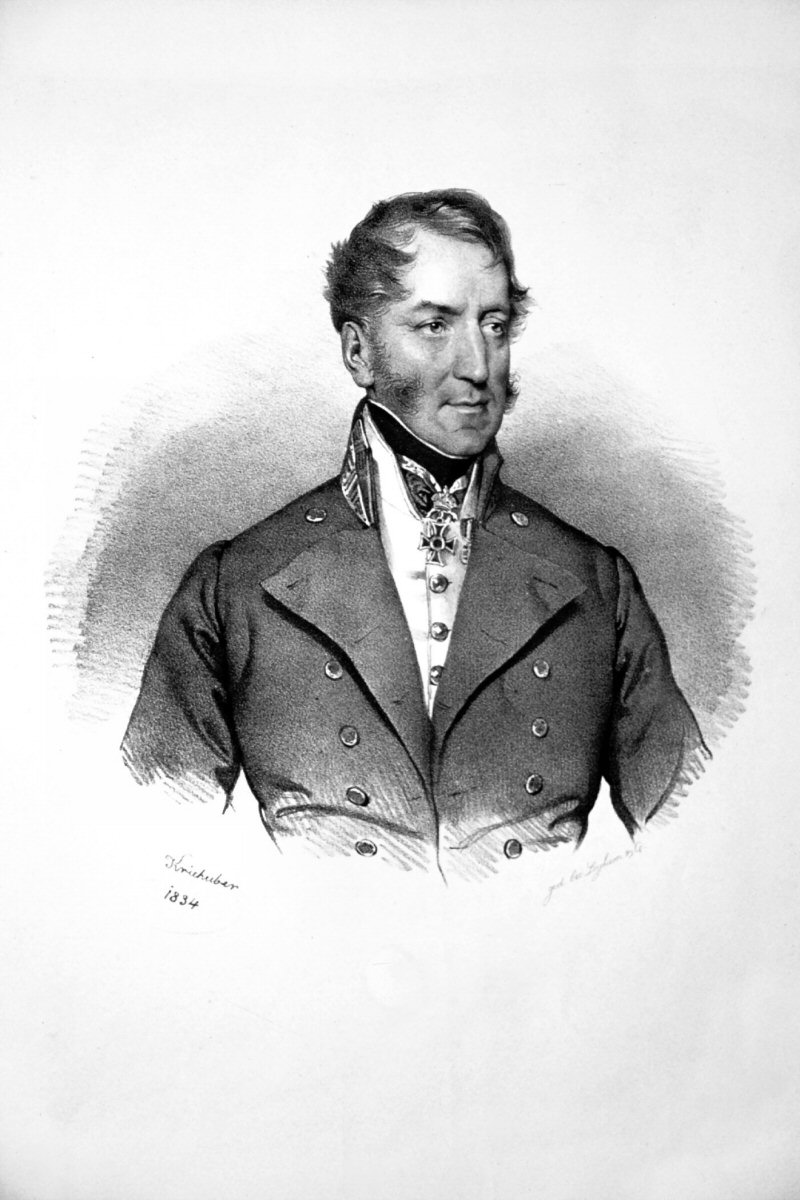
Иоганн Эрнст Ойос-Шпринценштейн

- Ойос-Шпринценштейн, Иоганн Эрнст (1779—1849), австрийский придворный, землевладелец и военный, граф, барон, генерал-фельдмаршал, Верховный главнокомандующий Национальной гвардии.
- Андре-Эйсн, Мари  — австрийский ботаник и фольклорист.